# Moogalamari, Chintamani
Moogalamari là một làng thuộc tehsil Chintamani, huyện Chikkaballapur, bang Karnataka, Ấn Độ.